# Hyllus ramadanii
Hyllus ramadanii är en spindelart som beskrevs av Wesolowska, Russel-Smith 2000. Hyllus ramadanii ingår i släktet Hyllus och familjen hoppspindlar. Inga underarter finns listade i Catalogue of Life.